# 伊万尼奇

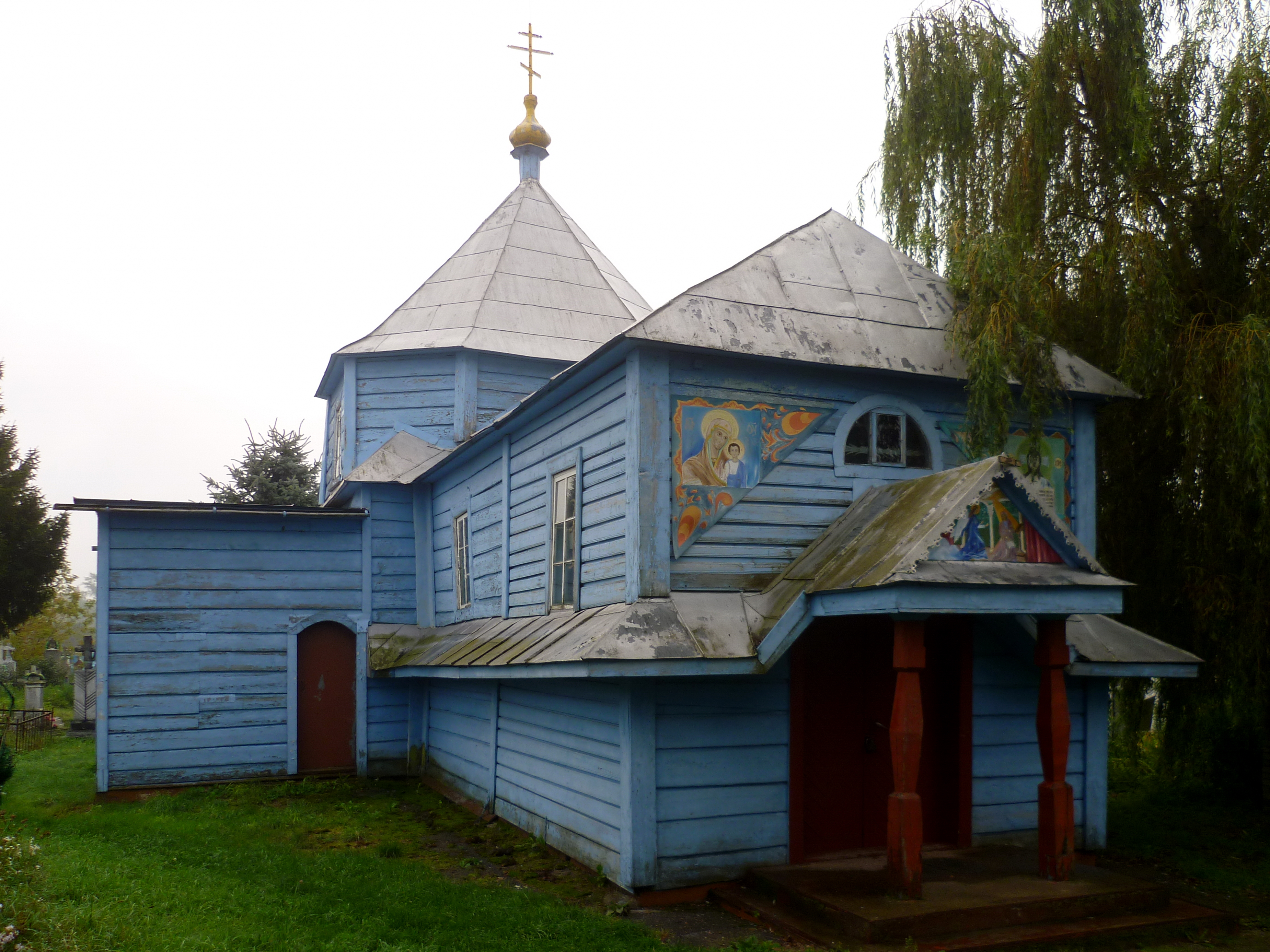
教堂

伊万尼奇，是烏克蘭西北部沃倫州沃洛德米爾區伊万尼奇市镇内的市級鎮及其行政中心。處於盧茨克以西69公里和基輔以西436公里，面積23.6平方公里，2013年人口6,810，人口密度每平方公里289人。